# Малый (лунный кратер)
Кратер Малый (лат. Malyy) — крупный древний ударный кратер в северном полушарии обратной стороны Луны. Название присвоено в честь советского учёного-ракетостроителя Александра Львовича Малого (1907—1961) и утверждено Международным астрономическим союзом в 1970 г. Образование кратера относится к нектарскому периоду.

## Описание кратера
Ближайшими соседями кратера Малый являются кратер Дзевульский на западе; кратер Артамонов на севере-северо-западе; кратер Дейч на востоке-северо-востоке; кратер Флеминг на юге-юго-востоке и кратеры Попов и Мебиус на юго-западе. На севере от кратера Малый находится цепочка кратеров Артамонова; на юго-западе - цепочка кратеров Дзевульского. Селенографические координаты центра кратера 22°02′ с. ш. 105°34′ в. д. / 22,03° с. ш. 105,56° в. д., диаметр 41,3 км, глубина 2,2 км.
Кратер Малый имеет циркулярную форму и значительно разрушен за длительное время своего существования. Вал сглажен, восточная часть вала перекрыта множеством кратеров различного размера и практически полностью разрушена. Высота вала над окружающей местностью достигает 1040 м, объём кратера составляет приблизительно 1265 км³.  Дно чаши пересеченное, отмечено множеством кратеров различного размера.

## Сателлитные кратеры

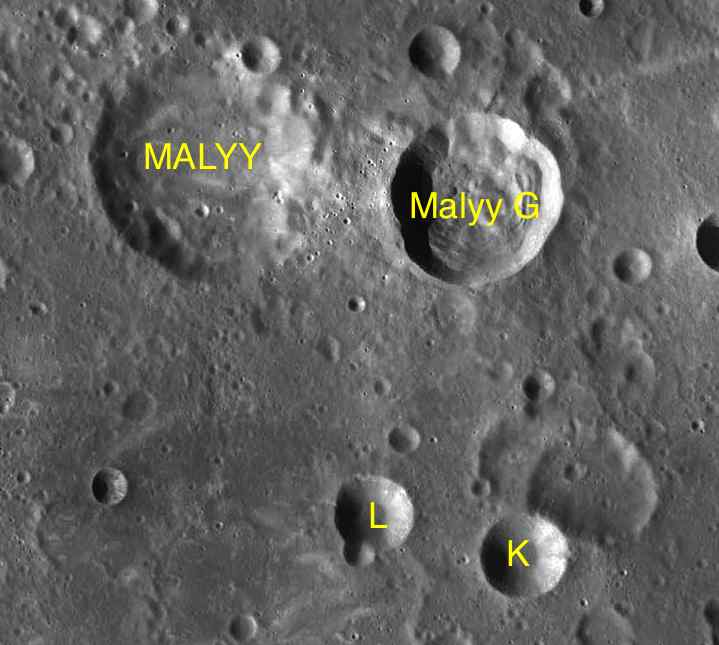
Фрагмент карты LAC-46.

| Малый | Координаты                                              | Диаметр, км |
| ----- | ------------------------------------------------------- | ----------- |
| G     | 21°43′ с. ш. 107°07′ в. д. / 21,72° с. ш. 107,11° в. д. | 29,2        |
| K     | 19°44′ с. ш. 107°16′ в. д. / 19,73° с. ш. 107,26° в. д. | 14,8        |
| L     | 20°01′ с. ш. 106°23′ в. д. / 20,01° с. ш. 106,39° в. д. | 13,4        |